# 3+2
3+2 (bělorusky Тры плюc двa, rusky Три плюc двa) je běloruská popová skupina, která reprezentovala Bělorusko na Eurovision Song Contest 2010 v norském Oslu.

## Vznik 3+2
Skupina vznikla v roce 2009 z účastníků běloruského národního kola Muzykalnyj Sud a televizní show Novyje Golosa Belarusi.
Všichni členové skupiny jsou finalisté této televizní show. V počátcích byli členy kapely Jahiazar Farašjan, Julia Šiško a Artjom Mihalenko, kteří byli finalisty show Muzykalnyj Sud. Po finále soutěže do sestavy přibyli sestry Aljona a Ninel Karpovič, finalistky show Novyje Golosa Belarusi.
Zúčastnili se desítek koncertů s hlavním orchestrem Běloruska. Kromě toho, že vystupovali v jiných projektech, natočili také skladby v nejlepších nahrávacích studiích Běloruska, Ukrajiny a Ruska.

## Členové
Současnými členy skupiny jsou
- Julia Šiško (2009—) je studentka hudby na Běloruské státní univerzitě kultury a umění a je také sólistka prezidentského orchestru Běloruska.
- Jahiazar Farašjan (2009—) je studentem Běloruské státní univerzity kultury a umění, kde studuje obor zpěv.
- Aljona a Ninel Karpovič (2010—) jsou dvojčata. Studují Běloruskou státní hudební akademii a jsou sólistkami prezidentského orchestru Běloruska.
- Artjom Mihalenko (2009—) je student Běloruské státní univerzity kultury a umění, také je sólista prezidentského orchestru Běloruska.

Na jevišti Eurovision Song Contest 2010 s nimi vystoupil i švédský skladatel Robert Wells, který napsal hudbu pro Olympijské hry v Pekingu roku 2008.

## Eurovision Song Contest 2010
Celkem 41 písní bylo předloženo televizní stanici NDTRK RB na post reprezentanta Běloruska na Eurovision Song Contest 2010. Možnost účasti byla otevřena i jiným soutěžícím z ostatních zemí. Písně byly posílány nejen z Běloruska, ale i z Ruska, Polska, České republiky, Maďarska, Islandu, Irska a Austrálie, hlásí NDTRB.
Po vítězství v národním výběru pro Eurovision Song Contest 2010 zájem veřejnosti rychle rostl. Dne 25. února roku 2010 byla skupina interně vybrána, aby reprezentovala Bělorusko na Eurovision Song Contest 2010 s písní "Butterflies". S ní vystoupili v 1. semifinále, které se konalo 25. května 2010.
Skladatelé z Běloruska a sousedních zemí nabídli skupině své skladby. Producenti uvážili různé varianty skladby, klipů a výkonů. Vedoucí skupiny se rozhodl obrátit na známého producenta a skladatele Maxe Fadeeva kvůli koncepčním myšlenkám. Během týdne se mu podařilo vytvořit pro kapelu originální skladbu. Píseň "Butterflies" napsal Max Fadeev a polský poeta Malka Chaplin speciálně pro skupinu.
Prvně se rozhodli v soutěži vystoupit s písní "Far Away", ale později ji změnili na "Butterflies".